# Curuga (Fukui)
Curuga (japonsky 敦賀市; Curuga-ši) je japonské přístavní město v prefektuře Fukui. Je situováno uprostřed prefektury, 50 km jižně od jejího hlavního města Fukui, 20 km severoseverozápadně od severního okraje jezera Biwa. Je to největší město provincie Wakasa (na hranici se sousední provincií Ečizen), ze tří stran (východní, severní a západní) obklopuje Curužský záliv, který je součástí zálivu Wakasa Japonského moře. Curuga měla ke dni 1. 10. 2017 65 421 obyvatel a rozlohu 251,39 km², což odpovídá hustotě 260 obyvatel na 1 kilometr čtvereční. Starostou je od roku 2015 Takanobu Fučikami (* 1961).

## Historie
- První zmínka o šintoistické svatyni Kehi džingú (氣比神宮) je z roku 692 (podle legendy měl být založen čtrnáctým japonským císařem Čúaiem).
- V análech Kodžiki a Nihonšoki referují o dvorském úřadě (国造) Cunuga (角鹿 – Jelení roh)
- V roce 701 (1. rok období Taihó) přejmenováno na Curuga (敦賀)

Curuga byl odedávna příhodný přístav pro lodní spojení s asijskou pevninou. V 10. až 13. století vzkvétal curužský přístav díky námořním stykům se Sungskou říší. V období Edo hrál významnou roli v zásobování Kjóta a Ósaky zámořským zbožím, byl také hlavní vstupní bránou pro návštěvy Ainů v Japonsku. Ve městě stál hrad Kanagasaki.
- V roce 1600 ovládl provincii Ečizen daimjó Hidejasu Júki a provincii Wakasa daimjó Takacugu Kjógoku.
- V roce 1642 Curugu zachvátil veliký požár s následným strádáním/hladomorem.
- Od 10. března 1882 funguje nádraží Curuga.
- Císařským dekretem byla Curuga v červenci 1899 stanovena jako otevřený přístav pro obchod s USA a Velkou Británií.
- Ówada Šóšiči v roce 1892 zakládá banku Ówada Bank.
- V roce 1907 zavedeno elektrické osvětlení a v roce 1909 telefon.
- V roce 1912 spojení vlakovým trailerem s Vladivostokem.

## Zeměpis
Město se rozkládá v curužské rovině, kterou ze tří stran obklopují hory. Nejvýznamnější z nich jsou Iwagomori-jama (岩籠山) (765,2 m n. m.), Saihógatake (西方ヶ岳, 764,1 m n. m.), Sazaegatake (蠑螺が岳, 685,5 m n. m.), Nosakadake (野坂岳, 913 m n. m.), Tezucu-jama (天筒山, 171,3 m n. m.), Norikuradake (乗鞍岳, 865,2 m n. m.) a Mikuni (三国山), (876,3 m n. m.), v pohořích Nosakasanči a Mirasanči. Městem protékají řeky Šónokawa (笙の川), Kurokogawa (黒河川, přítok Šónokawy) a další. K městu patří také dva mokřady: Nakaikemi-šičči (25 ha) a Ikenokouči-šicugen (4 ha).

## Partnerská města
- Nachodka, Rusko
- Tchaj-čou, Čínská lidová republika
- Tonghe, Jižní Korea